# Хакни
Лондонский боро Хакни (англ. London Borough of Hackney, МФА: ˈhækniо файле) — один из 32 лондонских боро, находится во внутреннем Лондоне в северо-восточной части города, неофициально носящей название Ист-Энд. В начале своей истории являлся отдельным поселением. Принадлежит историческому графству Миддлсекс.

## История
Хакни как район Лондона был сформирован в 1965 году из области разбросанных столичных городков: рабочего Хакни, Шордитча и Стоук Ньюингтона (англ.).
У отдельных частей района богатая история. Римская дорога или Эрмин-стрит формирует западную границу района. Большая часть земли современного Хакни в доримскую эпоху была покрыта зарослями дуба и ореховыми лесами, а вокруг мелких притоков Темзы зияло болото. Хакни располагалось на территории племени Катувеллаунов. Восточную границу городка формировал приток Ли. Таковы были границы городка вплоть до правления династии Тюдор.
В эпоху Тюдоров и георгианскую эпоху Хакни был процветающей деревней и оставался такой до 1850-х годов, когда построенная здесь железная дорога соединила район с другими частями города и простимулировала его развитие.
В 2006 году Хакни был признан самым зелёным районом Лондона и лучшим районом для велосипедистов — и, безусловно, это заслуга 62 расположенных здесь парков и открытых пространств, которые занимают площадь 815 акров.

В 2012 году Хакни стал одним из районов проведения Олимпийских игр. Несколько объектов Олимпийского парка королевы Елизаветы расположились в границах района Хакни.

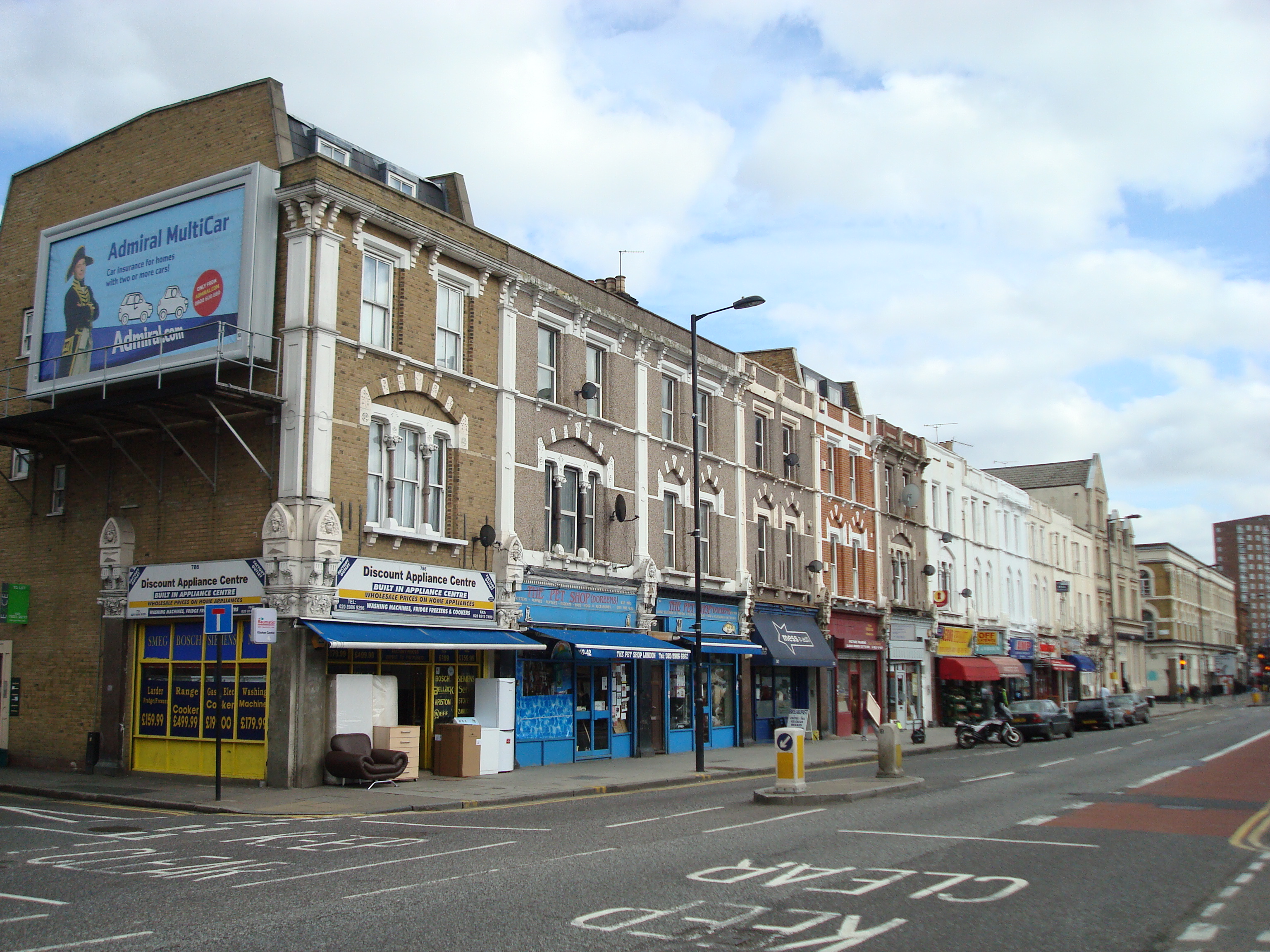
Эмхёрст-роуд

## Население
По данным переписи 2011 года в Хакни проживало 247 200 человек. Из них 20,7 % составили дети (до 15 лет), 70,9 % лица трудоспособного возраста (от 16 до 64 лет) и 8,4 % лица пожилого возраста (от 65 лет и выше).

### Этнический состав
Основные этнические группы, согласно переписи 2007 года:
60,9 % — белые, в том числе 47,1 % — белые британцы, 2,6 % — белые ирландцы и 11,2 % — другие белые (евреи, поляки, русские, грузины);
22,2 % — чёрные, в том числе 10,8 % — чёрные африканцы (нигерийцы, ганцы, сьерралеонцы, сомалийцы, танзанийцы, конголезцы), 9,2 % — чёрные карибцы (ямайцы) и 2,2 % — другие чёрные;
8,3 % — выходцы из Южной Азии, в том числе 2,8 % — бенгальцы, 4,1 % — индийцы и 1,4 % — пакистанцы;
4,6 % — метисы, в том числе 1,6 % — чёрные карибцы, смешавшиеся с белыми, 0,8 % — азиаты, смешавшиеся с белыми, 0,8 % — чёрные африканцы, смешавшиеся с белыми и 1,2 % — другие метисы;
1,4 % — китайцы;
1,0 % — другие азиаты (турки, турки-киприоты, курды, вьетнамцы, камбоджийцы, лаосцы);
1,6 % — другие (алжирцы, перуанцы).

### Религия
Наиболее популярной религией в боро является христианство.

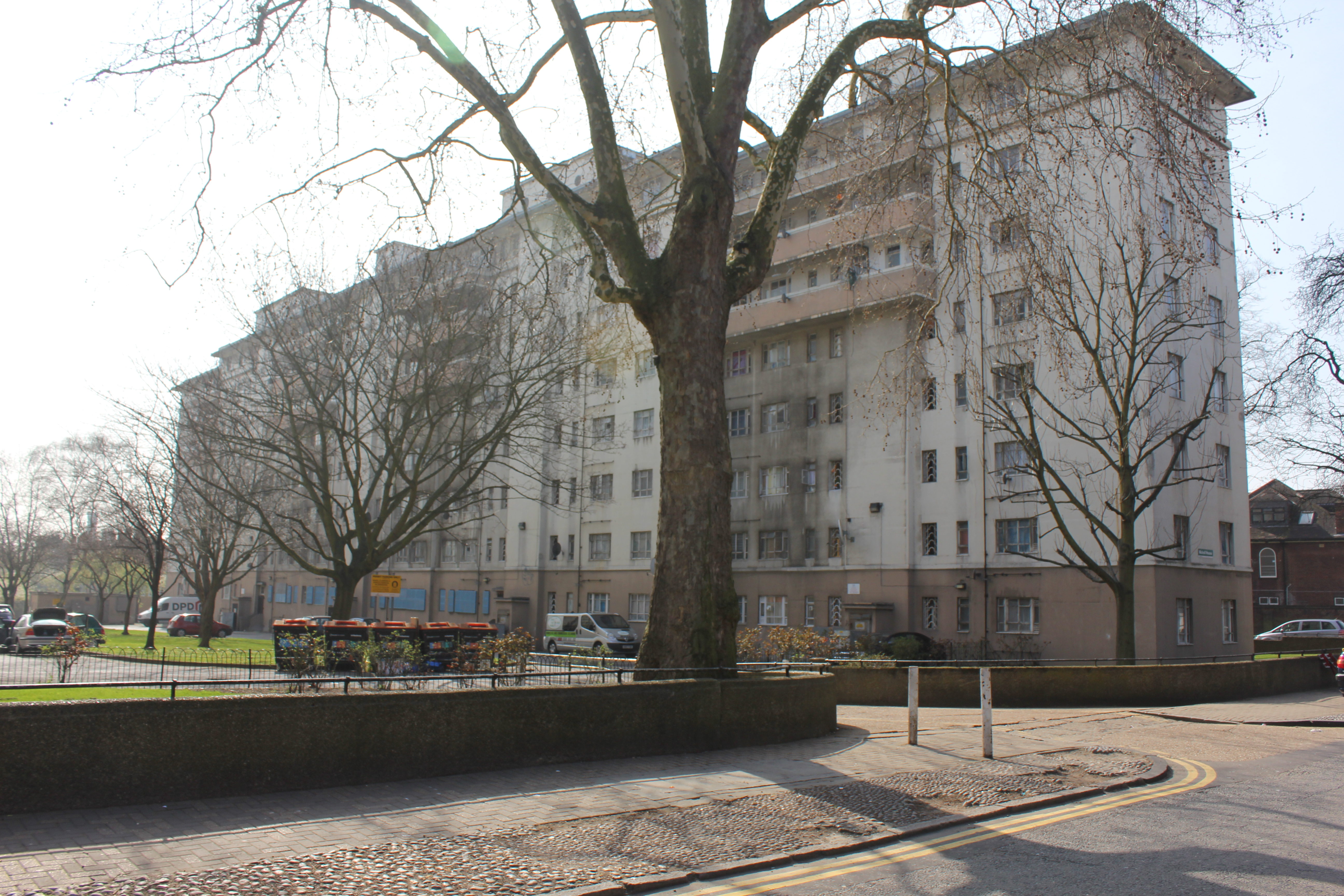
Николл Хауз (социальное жилье) в районе Вудберри Даун в Хакни фигурировал в фильме Список Шиндлера (1993)

| Религия      | Хакни % | Лондон % | Англия % |
| ------------ | ------- | -------- | -------- |
| Христианство | 38,6    | 48,4     | 59,4     |
| Ислам        | 14,1    | 12,4     | 5,0      |
| Иудаизм      | 6,3     | 1,8      | 0,5      |
| Буддизм      | 1,3     | 1,0      | 0,5      |
| Сикхизм      | 0,8     | 1,5      | 0,8      |
| Индуизм      | 0,6     | 5,0      | 1,5      |
| Другие       | 0,5     | 0,6      | 0,4      |
| Нет религии  | 28,2    | 20,7     | 24,7     |
| Не указана   | 9,6     | 8,5      | 7,2      |

## Достопримечательности
В Хакни находится галерея Белый куб и Клиссолд-парк. Одной из главных достопримечательностей Хакни по праву считается парк Виктория, который был разбит здесь еще в начале XIX века. Сегодня Виктория Парк является одним из самых благоустроенных и больших парков в Лондоне.
Хакни — ультрамодный лондонский район, который является центром искусства и культуры. Здесь расположены артхаусный кинотеатр Rio Cinema, легендарный театр Hackney Empire и музей Джеффри, который также называют "музеем дома". Этот музей расположен в великолепном здании XVIII века, внесённом в список памятников архитектуры 1-й степени.

## Известные люди
В Хакни родились английская писательница Грейс Агилар, футболист Уго Эхиогу и британский актер Идрис Эльба.  Бизнес по садоводству вёл в 18 веке королевский садовник Аберкромби, Джон. В настоящее время там проживает актёр Эйса Баттерфилд.

## Города-побратимы
- Бриджтаун (англ. Bridgetown), Барбадос.
- Сюрен (фр. Suresnes), Франция[10].
- Гёттинген (нем. Göttingen), Германия.
- Сент-Джорджес (англ. St. George's), Гренада.
- Хайфа (ивр. חֵיפָה), Израиль.
- Пресненский район, Россия.
- Осло (норв. Oslo), Норвегия.
- Остин (англ. Austin), США.